# 退伍軍人事務國務大臣
退伍軍人事務國務大臣（英語：Minister of State for Veterans' Affairs）是英國政府內閣辦公室的一個部長級職位，此職位由英國首相提名，再由英國君主根據首相的提名任命之，其任期長度無限制。
退伍軍人事務國務大臣目前由強尼·馬瑟擔任，他於2022年10月25日上任。強尼·馬瑟自2022年7月7日起參加英國內閣。